# Rolf Buch

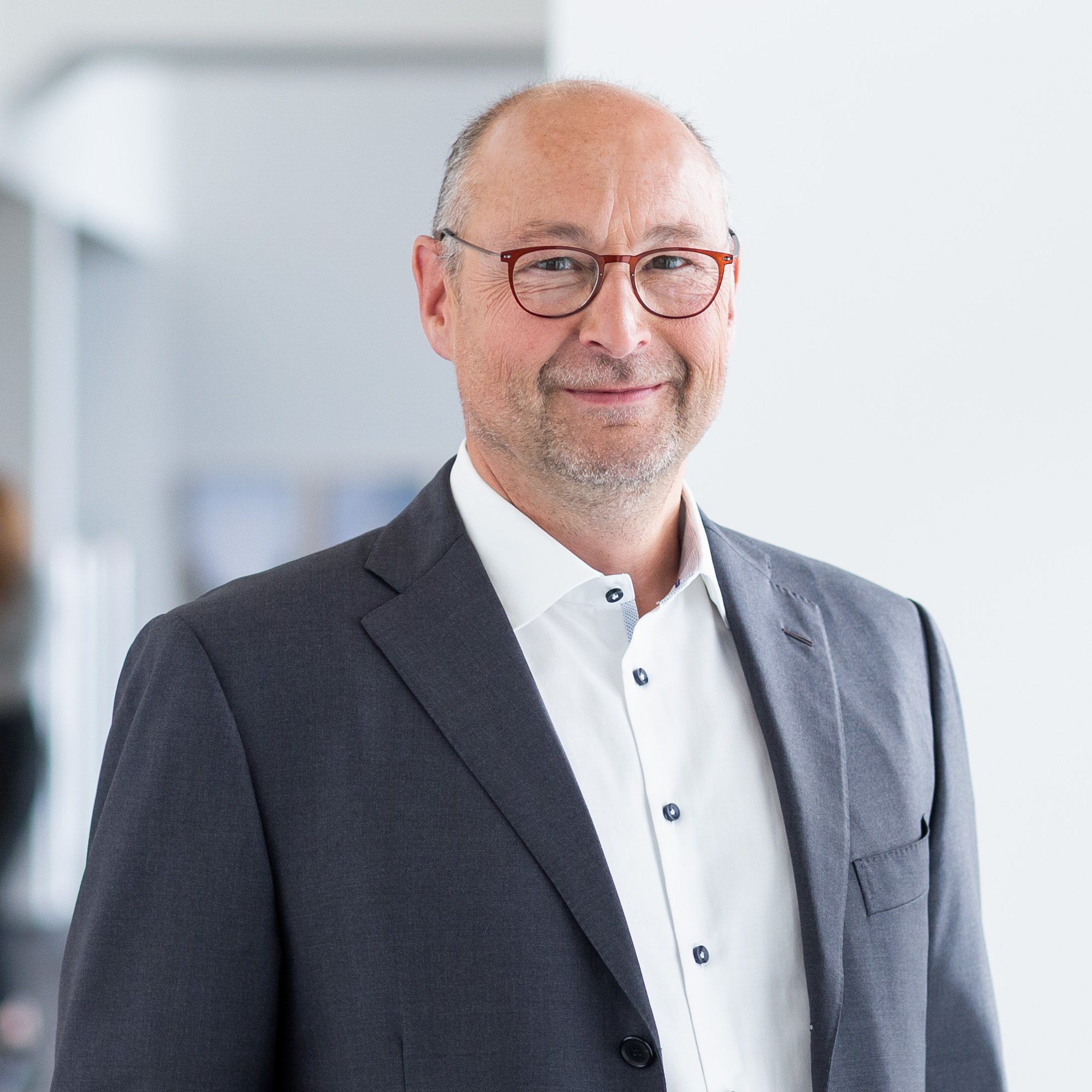
Rolf Buch (2019)

Rolf Eberhard Buch (* 2. April 1965 in Weidenau) ist ein deutscher Manager. 2013 wurde er zum Vorstandsvorsitzenden der Deutsche Annington (heute: Vonovia) berufen.

## Herkunft
Buch wurde in Weidenau bei Siegen geboren. Im Alter von drei Jahren zog seine Familie in den Essener Stadtteil Kettwig. Sein Vater war dort für das weltweite Walzstraßengeschäft von Krupp verantwortlich. Er besuchte das Theodor-Heuss-Gymnasium in Kettwig. Nach dem Abitur studierte Buch Maschinenbau und Betriebswirtschaftslehre an der Rheinisch-Westfälischen Technischen Hochschule Aachen und schloss 1990 mit dem Ingenieurdiplom ab.
Buch lebt mit seiner Frau und zwei Kindern in Gütersloh.

## Karriere

### Bertelsmann
Buch begann seine berufliche Laufbahn 1991 im Druck- und Industriebereich von Bertelsmann. Zunächst arbeitete Buch als Assistent der Geschäftsführung für die Bertelsmann Distribution. Nach verschiedenen Positionen in Vertrieb und Marketing in- und ausländischer Tochtergesellschaften wurde er 1996 zum Geschäftsführer von Bertelsmann Services in Frankreich berufen. 1999 übernahm er als Vorsitzender der Geschäftsführung die Verantwortung für die gesamte Bertelsmann Services Group.
2002 rückte Buch in den Vorstand der Servicesparte Arvato auf, dessen Vorsitz Hartmut Ostrowski innehatte. 2008 trat Buch die Nachfolge von Ostrowski als Vorstandsvorsitzender von Arvato an und wurde Mitglied des Vorstands von Bertelsmann. In dieser Position forcierte er das Geschäft mit Dienstleistungen für Städte und Gemeinden.
Ende 2012 schied Buch aus dem Arvato-Vorstand aus und verließ den Bertelsmann-Konzern.

### Vonovia
2013 gab das Immobilienunternehmen Deutsche Annington bekannt, Buch als Vorstandsvorsitzenden zu verpflichten. Er führte das Unternehmen an die Börse und vergrößerte durch Zukäufe den Wohnungsbestand. Außerdem baute er das Angebot wohnungsnaher Dienstleistungen aus. Mit Übernahme der Gagfah im Jahr 2015 und der Buwog im Jahr 2018 schuf Buch den größten deutschen Immobilienkonzern. 2021 erfolgte die Übernahme der Deutsche Wohnen. Eine Jury des Handelsblatts kürte ihn zum „Dealmaker des Jahres“.
Das Geschäftsmodell von Vonovia stand mehrfach in der Kritik. Buch musste öffentlich Fehler eingestehen. 2022 kündigte er deutliche Mieterhöhungen bei Vonovia an, die er mit der hohen Inflation rechtfertigte, was erneut Kritik hervorrief.
Im Mai 2025 gab Vonovia bekannt, dass Buch bis zum Jahresende 2025 die Leitung des Unternehmens aufgeben wird; als sein Nachfolger wurde Luka Mucic bestellt, bisher Finanzvorstand der britischen Vodafone Group und ehemaliger langjähriger Finanzvorstand bei SAP.

## Weitere Mandate (Auswahl)
Buch ist Mitglied des Präsidiums des Bundesverbands deutscher Wohnungs- und Immobilienunternehmen (GdW), Vizepräsident des Zentralen Immobilien Ausschusses (ZIA) und des Deutschen Verbands für Wohnungswesen und Städtebau (DV) sowie Mitglied des Vorstands der European Public Real Estate Association (ERPA) in Brüssel. Außerdem ist er, gemeinsam mit Andreas Maurer, Moderator des Initiativkreis Ruhr. Seit September 2024 ist er Geschäftsführer bei Delphinus TargetCo GmbH.